# Adolfo Alfonso
Adolfo Alfonso Fernández (Melena del Sur, Cuba, 8 de julio de 1924 - La Habana, Cuba, 23 de enero de 2012) fue un músico y poeta repentista cubano.

## Biografía
Nació el 8 de julio de 1924 en Melena del Sur. Falleció el 23 de enero de 2012 en la Ciudad de La Habana, Cuba.
Él fue un natural de Melena del Sur, en la provincia de La Habana y descendía de canarios. Aunque nació el 8 de julio de 1924 (100 años) en Melena del Sur, era muy pequeño cuando su familia se trasladó a Güines, ambas localidades de la Provincia de La Habana, y luego, cuando tenía ocho años, para la capital del país. Allí comenzó a trabajar en la radio. 
Según Adolfo Alfonso, él nació para la música. A los catorce años ya cantaba los tangos de moda y, como él mismo asegura “parece que no lo hacía mal, porque la gente me aplaudía”. A los dieciséis, sin embargo, cambió radicalmente de género musical cuando escuchó una controversia entre Angelito Valiente y el Indio Naborí. Fue en 1939, en la emisora CMBF, cuando Adolfo Alfonso comenzó oficialmente su carrera como decimista. “Logré llegar a la radio gracias fundamentalmente a la suerte. Conocía algunas personas que ya estaban vinculadas a algunas emisoras y ellas me ayudaron. Desde la primera presentación tuve aceptación y me quedé trabajando en un programa encaminado a complacer las peticiones de los oyentes y que dirigía Antonio Camino, un repentista integrante del bando azul”.
Sin lugar a dudas, la suerte continuó acompañándolo cuando poco tiempo después pasó a trabajar en Las Mil Diez, en un programa auspiciado por la firma cigarrera Partagás y dirigido por Justo Vega .
Además de la CMBF radio y Las Mil Diez, Adolfo trabajó igualmente en CMQ y en Unión Radio. “Tuve la oportunidad de trabajar en varias emisoras, incluso, en distintos programas a la vez”.
Igual dicha le acompañaría en la televisión, donde en el programa El Guateque de Apolonio trasmitido por Telemando canal 2, tuvo el privilegio de compartir el set por poco más de un año con Jesús Orta Ruíz, el Indio Naborí. En ese programa el Indio hacía el papel de Liborito y Adolfo hacia el de Manengue. Con esos personajes hacían fuertes críticas a la dictadura de Batista. Decían cosas tan atrevidas en aquellos momentos que un buen día llegaron allí y se encontraron con que la policía los estaba buscando a todos. Por supuesto, ya habían clausurado el programa. 
Fundador del programa Palmas y Cañas que surge en octubre de 1962, estuvo más 25 años de pareja con Justo Vega en este programa.
A través de su existencia tuvo que realizar disímiles labores antes de consagrarse como artista. Inicialmente empezó a cantar tangos pero descubrió que su verdadera vocación estaba relacionada con la décima, la guajira y el son montuno.
Por el modo peculiar de interpretar la música campesina, por su jocosidad y nivel de improvisación al participar en una controversia, Adolfo Alfonso ha alcanzado la simpatía y el respeto no sólo de los cubanos, sino también de públicos de diferentes partes del mundo. Por su meritoria labor ha recibido varias condecoraciones, entre ellas la medalla Antero Regalado, otorgada por la Asociación Nacional de Agricultores Pequeños, y la Raúl Gómez García.
De Adolfo Alfonso se asegura que es un decimista nato y neto. Pero él mismo afirma que todo cuanto ha logrado en este género de la música cubana se lo debe a su pareja artística y entrañable amigo Justo Vega. “Justo no ayudó a mi formación, más que eso, fue mi maestro en todos los sentidos de la vida. Me enseñó todo cuanto sé ahora. De este gran poeta guardo un recuerdo tan infinito. Considero que fue un hombre excelentísimo en toda la extensión de la palabra. Además de un poeta magnífico, un poeta muy dedicado a su trabajo, fue una persona con un talento y una personalidad increíble. La presencia de Justo Vega en cualquier lugar donde trabajara era símbolo de admiración, de cariño y de respeto. Extraño a Justo como se puede extrañar a un padre, a un hermano o a un hijo. Porque todas esas cosas reunidas era Justo Vega para mí”.

Adolfo Alfonso, sin embargo, goza todavía de buena salud. Tanto es así que a pesar de algunos achaques a causa de los años hace alrededor de cuatro trabaja en Las Palmeras, un ranchón típico campesino situado en La Habana Vieja. “Ahí sigo improvisando, sigo cantándole a mi pueblo y continuaré haciéndolo mientras tenga fuerza”.

## Fallecimiento
Adolfo Alfonso Fernández falleció en la mañana del 23 de enero de 2012, víctima de una afección cardiorrespiratoria.

## Entrevista personal a Adolfo Alfonso

### ¿Por qué aquellas interminables polémicas que solían aparecer en la televisión?
Las discusiones en la televisión y en la radio, eran simplemente parte de nuestro trabajo. A él no le gustaban las bromas, pero al público eso lo atraía y había que hacerlo porque era lo que fundamentalmente llamaba la atención. Estábamos cantando serio y en cuanto surgía cualquier palabra que tuviera algo de broma, o que solamente la insinuara, él cambiaba el carácter por completo y se disgustaba realmente. Pero en cuanto terminaba el programa éramos amigos inseparables. Justo tenía un respeto total y absoluto en todo el pueblo y estaba dedicado por entero a su trabajo. Para mí fue un hombre extraordinario, muy valioso. Creo que cuando algún día se escriba sobre la décima en Cuba, necesariamente habrá que mencionar el nombre de Justo Vega, por los grandes aportes que hizo a este género de la música cubana.

### Después de la desaparición física de Justo, ¿no ha encontrado otra pareja?
Ni la he encontrado, ni tampoco he intentado buscar otra pareja para las controversias. No lo he buscado porque Justo llenó mucho mi vida. Cuando él murió yo también tenía unos cuantos años y me pareció insustituible su presencia. No obstante, en algunas ocasiones he hecho pareja para la televisión con el decimista Emiliano Sardiñas, que tiene también gran talento. Pero no resulta lo mismo. No siento con este poeta aquella afinidad tan grande como la que sentía por Justo. Hablando en términos beisboleros, Justo y yo éramos como short stop y segunda. De mirarnos nada más sabíamos lo que íbamos a hacer.

### Y el Indio Naborí, ¿representa algo en su vida profesional?
El Indio es el padre de la décima en Cuba. No hay un poeta en la Isla que no haya aprendido algo de Jesús Orta Ruiz. Él ha marcado una pauta eterna en lo que es el desarrollo de la décima. Es el símbolo más alto de nuestra décima.

"No hay que ser campesino, sino gustarle el género y poder expresarlo"
Adolfo Alfonso